# ب‌ام‌و ۳۱۵

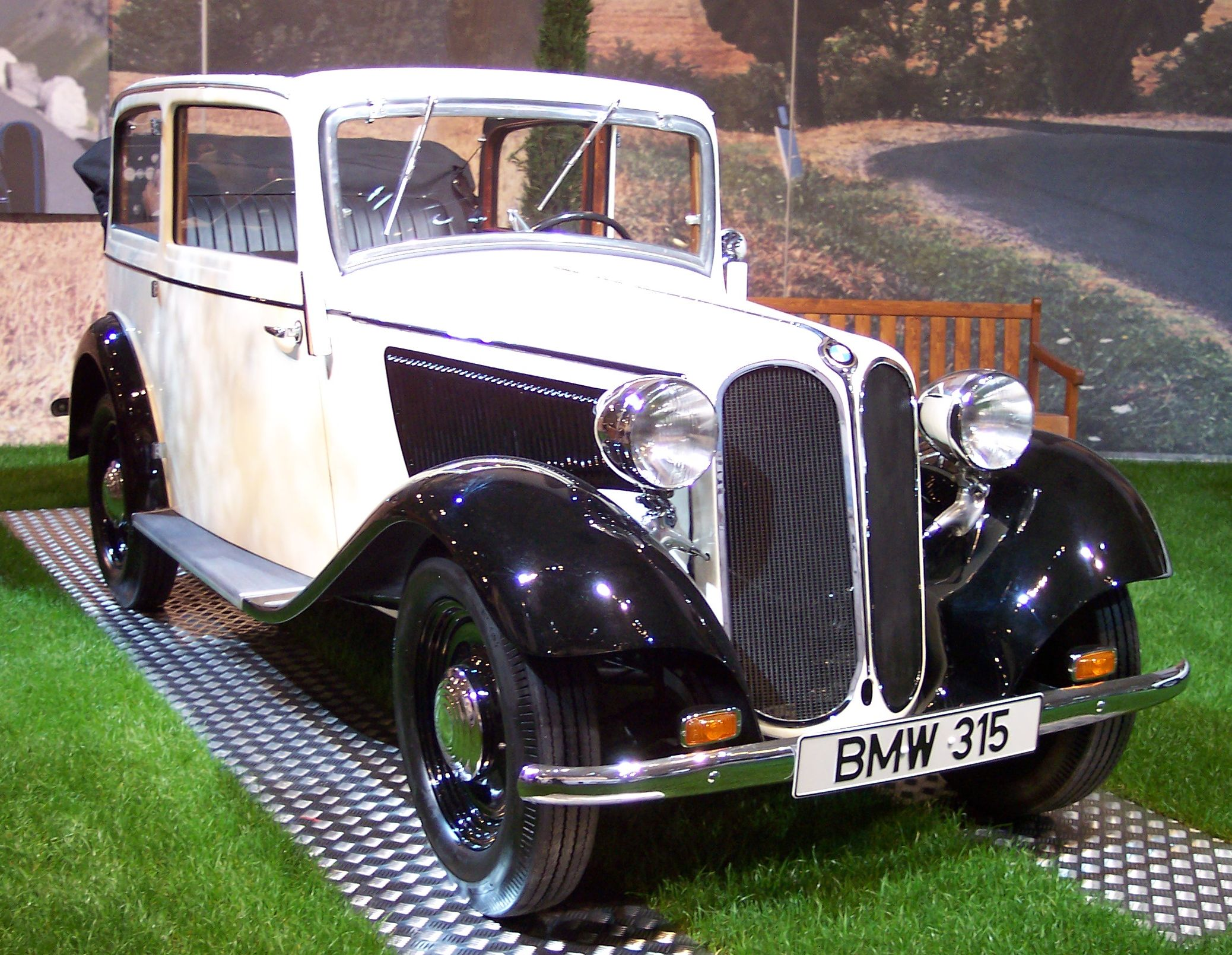

ب‌ام‌و ۳۱۵ (BMW 315) خودرویی است که در سال‌های ۱۹۳۴ تا ۱۹۳۷ در آیزناخ و  آلمان تولید شده‌است.
طراحی آن توزیع نیروی پیشران بوده ‌است.
موتور آن ۱۴۹۰ سی‌سی  است.